# Bajangen
Bajangen är en vampyr inom skräckhistorier från Malaysia.
Bajangen sades uppstå ur dödfödda barn och hade ofta formen av en katt. Den kunde fångas och göras till en slav för trollkunniga. Bajangen hölls i en bambubur och fängslades med trollformler. Man matade den med ägg, men vid vissa tillfällen släpptes den ut för att döda ägarens fiender. En person som blivit biten av bajangen sades dö snabbt - som om han eller hon hade fått en mystisk sjukdom.